# Kanoni (Tanzania)
Kanoni è una circoscrizione rurale (rural ward) della Tanzania situata nel distretto di Karagwe, regione del Kagera. Conta una popolazione di 17 126 abitanti (censimento 2012).